# Poul Nørlund
Poul Nørlund, född den 4 november 1888 i Slagelse, Danmark, död den 26 maj 1951 i Hellebæk, var en dansk arkeolog och historiker.

## Biografi
Nørlund började sin karriär med studentexamen vid Sorø akademi 1906, och fortsatte sina studier med att läsa historia vid Köpenhamns universitet, där han snart blev intresserad av sociala frågor och samhällsutveckling, som efter en magisterkonferens 1912 ledde till en doktorsexamen 1920 på en avhandling om Det romerska slavsamhället i avveckling, en analys av underklassens upprättelse i slutet av antiken. Det var hans avsikt att driva frågan vidare i det germanska samhället, men första världskriget satte stopp för de undersökningar som var nödvändiga utomlands.
År 1912 knöts han till historiska institutionen vid Nationalmuseum i Köpenhamn, och från 1917 anställdes han som underinspektör, vilket han dock mest åtog sig för att få en utkomst för att kunna fortsatta sitt vetenskapligt arbete, även om hans intressen berörde många andra områden. En studieresa till Wien åren 1913-14, hade öppnat hans ögon för konsthistorien, och han vände successivt sin forskning till den medeltida konsten och kulturhistorien.
Nørlunds arkeologiska arbeten påbörjades under hans arbete på museet där han kom över några bitar av kläder som vid olika tillfällen under 1800-talet hade sänts in från den fornnordiska begravningsplatsen vid Ikigait, sagornas Herjolfsnæs, på södra Grönland. Utgrävningar visade att nordbor hade bott på Grönland på 1400-talet, men bosättningarna hade övergivits. Nørlund gjorde tre expeditioner till Grönland, där han genomförde utgrävningar vid det gamla biskopssätet Gardar (1926), Sandnes (1930) och Erik Rödes gård Brattalid (1932).
År 1928-29 deltog Nørlund i utgrävningen av massgraven efter slaget vid Visby på Gotland den 27 juli 1361, genom vilken han, tillsammans med sina insatser på Grönland, fått ett rykte som en bra utgrävare, och upptogs i olika nordiska vetenskapliga sällskap.
När han 1938 tog över som chef för Nationalmuseum, var han högra handen till sin föregångare, Mouritz Mackeprang och var som sådan bland annat en viktig drivkraft bakom etableringen av Nationalmuseets tidstriftserie Fra National Arbejdsmark, först publicerad år 1928. Han fortsatte som museets chef fram till sin död 1951.

## Hedersbetygelser
Bland de utmärkelser som till delats Nørlund, kan nämnas
- medlem av Vetenskaps-Societeten i Lund 1924,
- medlem av Kungliga Vitterhetsakademien i Stockholm 1930,
- ledamot av Vetenskapsakademien,

- Hedersdoktor vid universitetet i Oslo,  10 mars 1938[6]
- Kommendör av Dannebrogorden,  1948[2]

[Redigera Wikidata]